# Дьявольская кукла
«Дьявольская кукла» (англ. The Devil-Doll) — американский фильм ужасов режиссёра Тода Браунинга 1936 года. Вольная экранизация романа Абрахама Меррита «Гори, ведьма, гори!». Не имел финансового успеха, хотя и получил похвалу от критиков.

## Сюжет
Став жертвой махинации, банкир Пол Лавон попадает в тюрьму. Он убегает оттуда вместе с химиком Марселем, который изобрёл способ уменьшать людей. Беглецы останавливаются в доме Марселя вместе с его женой, которая всё это время продолжала эксперименты. Через некоторое время химик умирает, но Лавон собирается использовать его изобретение, чтобы отомстить своим бывшим партнёрам, из-за которых он несправедливо оказался в тюрьме. Под именем мадам Манделип он перебирается в Париж, уменьшает своего бывшего помощника Радина, превратив его в дьявольскую куклу, которая подчиняется его приказам. Радин убивает другого помощника банкира и крадёт драгоценности его жены. Третий партнёр, испуганный, признаётся в махинациях, которые привели к разорению Лавона. Пол исчезает, оставив свою дочь Лорейн богатой и счастливой.

## В ролях
- Лайонел Бэрримор — Пол Лавон
- Морин О’Салливан — Лорейн Лавон
- Фрэнк Лоутон[англ.] — Тото
- Рафаэла Оттиано — Малита
- Роберт Грейг — Кольве
- Люси Бомонт — мадам Лавон
- Генри Вольтхолл — Марсель
- Грейс Форд — Лечна
- Педро де Кордоба[англ.] — Матин
- Артур Хол[англ.] — Радин
- Хуанита Куигли[англ.] — Маргарита
- Клер Дю Брей — мадам Кольвет
- Ролло Ллойд[англ.] — детектив